# Milan Nedić
Milan Nedić, en serbe en écriture cyrillique : Милан Недић, (né à Grocka le 2 septembre 1878 – mort à Belgrade le 4 février 1946) est un général et homme politique serbe. Pendant l'occupation de la Yougoslavie durant la Seconde Guerre mondiale, il fut à la tête du Gouvernement de salut national (Влада Националног Спаса, tr. Vlada Nacionalnog Spasa) installé par les Allemands dans la Serbie occupée.
L'écrivain et réalisateur Stanislav Krakov est son neveu.

## Biographie
Nedić, né à Grocka, termine ses études secondaires à Kragujevac puis entre à l’Académie militaire en 1895. En 1904, il entre dans l’armée. 
Promu au grade de commandant en 1910, il sert pendant les guerres des Balkans de 1912 et de 1913. En 1913, il est promu lieutenant-colonel. 
Pendant la Première Guerre mondiale, en 1915, il est promu colonel et sert à l’état-major.  De novembre 1915 à janvier 1916, avec ses troupes, il couvre la retraite de l’armée serbe à travers le Monténégro et l’Albanie. En 1916, il devient officier d’ordonnance du roi Pierre Ier de Serbie et en septembre 1918 il commande la Brigade d’infanterie de la Division Timok. 
En 1923, il devient général de division, puis général en 1930. Entre 1934 et 1935, il commande l’état-major de l’armée yougoslave. 
En 1939, Milan Nedić devient ministre de l’Armée et de la Flotte. Mais, en raison de son soutien ouvert à Adolf Hitler, le régent Paul le contraint à démissionner (6 novembre 1940). Le 28 avril 1941, le gouvernement yougoslave le déclare responsable de la défaite des défenses yougoslaves en Macédoine pendant l’invasion des armées de l’Axe. 
Le commandant de la Wehrmacht Heinrich Danckelmann décide de confier à Nedić l’administration de la Serbie occupée. Le 29 août 1941, il devient premier ministre du Gouvernement de Salut National installé par les Allemands. 
Le 1er septembre 1941, Nedić déclare à la radio son intention de « sauver le noyau du peuple serbe » en acceptant l’occupation et en collaborant avec les Allemands. Avec Dimitrije Ljotić, Nedić tente de pacifier la Serbie et d’en chasser les Partisans communistes et ceux des Tchetniks. 
Durant la guerre, plus de 167 000 personnes trouvèrent la mort en Serbie, dont 67 000 Partisans, 69 000 tchetniks et plus de 20 000 Juifs. En août 1942, les nazis proclament la Serbie Judenfrei, libérée des Juifs. Selon Nikola Živković, sous le gouvernement de Nedić, 6 478 bibliothèques, 1 670 écoles, 30 universités, 19 musées, 7 théâtres, 52 églises et monastères orthodoxes, 216 mosquées et 63 synagogues furent détruits ou pillés.
Le 4 octobre 1944, le gouvernement de Nedić se disperse. Le 6 octobre, il quitte Belgrade pour Kitzbühel en Autriche. Le 1er janvier 1946, il est livré aux Yougoslaves par les Anglais. Milan Nedić est incarcéré à Belgrade.
Le 5 février 1946, les journaux rapportent que Milan Nedić, « profitant d’un moment d’inattention » de ses gardes, se serait suicidé en se jetant par la fenêtre. Il échappe ainsi au procès en cours de préparation.
Le 11 juillet 2018 le tribunal de Belgrade refuse sa réhabilitation, il est considéré comme un traître par la majorité des Serbes.